# Alexandre Gretchaninov
 (juillet 2025).
Alexandre Tikhonovitch Gretchaninov (ou aussi Aleksandr / Alexandre Grechaninov / Gretchaninoff / Gretschaninow) (en russe : Александр Тихонович Гречанинов; ISO 9 : Aleksandr Tihonovič Grečaninov), né le 25 octobre 1864 à Moscou et mort le 3 janvier 1956 à New York, est un compositeur russe.

## Biographie
Alexandre Tikhonovitch Gretchaninov naît le 25 octobre 1864 à Moscou.
Gretchaninov commença assez tard l'apprentissage de la musique ; son père en effet s'attendait à le voir reprendre ses affaires. Il raconta lui-même plus tard qu'il ne vit un piano pour la première fois qu'à l'âge de quatorze ans et il entra au Conservatoire de Moscou en 1881 à l'insu de ses parents. Ses professeurs furent Sergueï Taneïev et Anton Arenski. À la fin des années 1880, après avoir rompu avec ce dernier, il partit pour Saint-Pétersbourg où il étudia la composition et l'orchestration avec Rimsky-Korsakov jusqu'en 1893. Celui-ci reconnut l'immense talent musical de Gretchaninov, lui consacrant du temps supplémentaire et même de l'aide financière, ses parents ne lui apportant plus aucun soutien. L'influence de Rimsky-Korsakov fut très grande sur les premières compositions de Gretchaninov, dont sa première symphonie qui fut créée en 1895 sous la direction de son maître. Gretchaninov fut toute sa vie un compositeur conservateur, tourné vers la tradition musicale russe du XIXe siècle.
Il rentra à Moscou en 1896, et s'impliqua dans la vie musicale de la ville, composant pour le concert et la scène, mais aussi pour les liturgies orthodoxes. Ses œuvres, tant traditionnelles que liturgiques, remportèrent de grands succès et en 1910 l'empereur Nicolas II le récompensa par une pension annuelle. Bien qu'il ait vécu en Russie pendant plusieurs années après la Révolution, il choisit de la quitter en 1925 et s'installa d'abord à Paris.
Il part pour les États-Unis en 1929, en devient citoyen en 1946 et y demeure jusqu'à sa mort le 3 janvier 1956 à New York.

## Compositions

### Orchestrales
- Cinq symphonies (1894, 1908, 1923, 1927, 1936)
- Un concerto pour violoncelle, op.8 (1895)
- Un concerto pour violon, op.132 (1932)
- Un concerto pour flûte, orchestre à cordes et harpe, op.159 (1938)

### Vocales
- Plusieurs opéras
- Lieder (Un cycle "Les Fleurs du mal" op.48)
- "Vers la victoire" (1943)

#### Liturgiques
- Chœurs religieux
- Les Sept Jours de la Passion (1911)
- Liturgia Domestica Op.79 (1917)
- Missa Oecumenica (1936)
- Missa festiva Op.154 (1937)
- Missa Sancti Spiritus (1940)
- Missa Et in terra pax (1942)

### Musique de chambre
- Quatre quatuors à cordes (1893, 1914, 1916, 1929)
- Deux trios avec piano (1906, 1931)
- Deux sonates pour piano (1931, 1942)
- Pièces pour piano